# Lindoro Hernández
Gral. Lindoro Hernández Alderete fue un militar mexicano que participó en la Revolución mexicana. Nació en Xicotepec de Juárez, Puebla el 19 de mayo de 1891. En 1910, participó brevemente como soldado en las fuerzas del General Gabriel Hernández. Se incorporó a la lucha contra Victoriano Huerta en las fuerzas de la División de Oriente, bajo las órdenes del general Cándido Aguilar. Formó parte de la Brigada "Ocampo", comandada por el general Heriberto Jara. Desde 1920 hasta 1924 se le persiguió por desobedecer órdenes de cercar a Carranza.—EL GENERAL SIEMPRE LE FUE FIEL A CARRANZA.  En 1924, durante la gubernatura del general Jara fue nombrado Jefe de la Guardia Civil del estado de Veracruz. En 1929 participó con el general Miguel M. Acosta en la persecución del General Miguel Alemán González, hasta la muerte de este último en Soteapan. Alcanzó el grado de general de División en 1955. Murió el 2 de julio de 1967 en Matehuala, S.L.P. durante un viaje a la frontera.